# Kurt Jooss

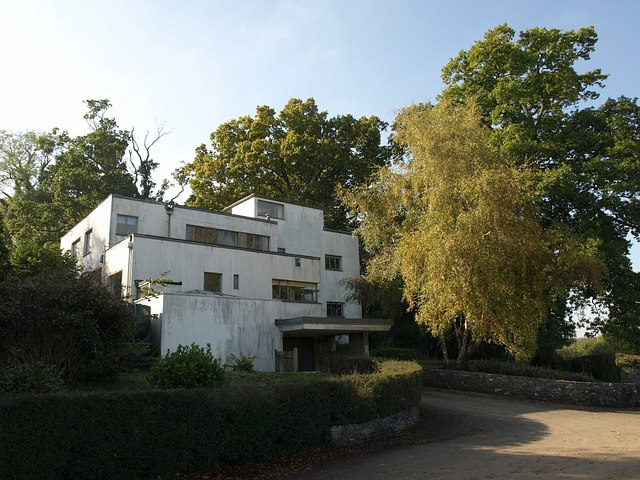
La maison-école de Warren House à Dartington Hall.

Kurt Jooss, né le 12 janvier 1901 à Wasseralfingen en Allemagne et mort le 22 mai 1979 à Heilbronn, est un danseur, chorégraphe et pédagogue allemand.

## Biographie
Kurt Jooss a travaillé avec Rudolf Laban. Il a fondé les « Ballets Jooss » et fit représenter en 1932 sa pièce maîtresse, La Table verte (Der Grüne Tisch), inspirée des danses macabres et satire de la Société des Nations et de la guerre, pour laquelle Hans Züllig, dans le rôle du jeune soldat, gagne un prix international à Paris. Jean Cébron s'y fait également remarquer dans le rôle de la mort. 
Cofondateur en 1927 de la Folkwangschule à Essen, il dirige le département de danse où enseigne notamment son condisciple Sigurd Leeder. Sommé par les nazis de se défaire des danseurs juifs de sa compagnie, Jooss quitte l'Allemagne en 1933 et s'installe en Angleterre, à Dartington Hall, où il ouvre l'école Jooss-Leeder. De retour en Allemagne en 1947, Jooss relance le département de théâtre et de danse de la Folkwangschule. Il parcourt l'Allemagne et l'Europe en dispensant, jusqu'à sa retraite, son enseignement et ses chorégraphies dans les plus grandes compagnies. Il fut notamment le professeur de Pina Bausch.

## Principales chorégraphies
- 1932 : La Table verte
- 1934 : Perséphone d'André Gide (texte) et d'Igor Stravinsky (musique), mis en scène par Jacques Copeau